# Good Hope, Alabama
Good Hope là một thị trấn thuộc quận Cullman, tiểu bang Alabama, Hoa Kỳ. Dân số năm 2009 là 2090 người, mật độ đạt 102 người/km².